# Chelsea Bridge
Chelsea Bridge är en hängbro över Themsen i London. Bron öppnades 1937, och ersatte då Victoria Bridge från 1857. Den förbinder Chelsea på norra stranden med Battersea på den södra. 

## Byggnationen
1931 beslutade stadsfullmäktige i London att ersätta Victoria Bridge med en modern sexfilersbro till en kostnad av 695 000 brittiska pund (33, 8 miljoner i 2009 års penningvärde). På grund av den stora depressionen vägrade transportministreriet att bekosta projektet, men då depressionen gjorde att arbetslösheten ökade kraftigt i Battersea beviljades bidrag med 60% av kostnaden för en billigare fyrfilsbro för 365 000 pund (17,8 miljoner i 2009 års penningvärde) med villkoret att allt material skulle inskaffas inom det brittiska imperiet.
1934 flyttades en tillfällig gångbro som använts vid ombyggnaden av Lambeth Bridge och placerades bredvid den gamla bron innan rivningsarbetet påbörjades.
Den nya bron färdigställdes fem månader före planen och inom budgeten. Den öppnades den 6 maj 1937 av Kanadas premiärminister William Lyon Mackenzie King, som var i London i samband med Georg VI:s kröning.